# Acanthoscelides griseolus
Acanthoscelides griseolus là một loài bọ cánh cứng trong họ Bruchidae. Loài này được Fall miêu tả khoa học năm 1910.